# Babrac
Babrac (mađ. Babarc, nje. Bawarz) je selo u južnoj Mađarskoj.
Zauzima površinu od 18,85 km četvornih.

## Zemljopisni položaj
Nalazi se uz istočnu obalu Dunava, na 45°59'53" sjeverne zemljopisne širine i 18°33'17" istočne zemljopisne dužine, zapadno od Mohača i Dunava i sjeverno od granice s Republikom Hrvatskom.

## Upravna organizacija
Upravno pripada Mohačkoj mikroregiji u Baranjskoj županiji. Poštanski broj je 7757.

## Stanovništvo
U Babracu živi 811 stanovnika (2002.).

## Bratimljenja
- Hart bei Graz
- Willingshausen-Loshausen

## Vanjske poveznice
- (mađ.) Babarc Önkormányzatának honlapja
- Babrac na fallingrain.com